# Bezrameni iverci
Bezrameni iverci (lat. Achiropsettidae), porodica morskih riba iz reda plosnatica (Pleuronectiformes) koje žive u antarktičkim i subantarktičkim vodama, zbog čega su prozvane i Southern flounders ili južnim listovima.
Porodica se sastoji od 4 roda s ukupno 4 vrste. Obilježja su im veoma zbijeno tijelo, oba oka na lijevoj strani, leđna i analna peraja odojene od repne, prsnae peraje rudimenrarne ili nedostaju, a nemaju ni perajnih bodlji.

## Rod i vrsta
- Achiropsetta tricholepis Norman, 1930
- Mancopsetta maculata (Günther, 1880)
- Neoachiropsetta milfordi (Penrith, 1965)
- Pseudomancopsetta andriashevi Evseenko, 1984

- Achiropsetta tricholepis
- Mancopsetta maculata